# No sleep 'til wilmersdorf
No sleep 'til wilmersdorf is een studioalbum van 'ramp. De band bestaat dan al tijden uit alleen Stephen Parsick. Parsick legde zijn jeugd rond 1978-1979 in Wilmersdorf muzikaal vast`(hij was toen zes jaar). Het begeleidend boekwerk laat foto’s van de buurt zien. De muziek laat een mengeling horen van ambient en de elektronische muziek uit de Berlijnse School horen. Van het album werden 222 exemplaren uitgegeven, het was in eerste instantie bedoeld als downloadalbum. Voor de platenhoes schakelde Parsick opnieuw Bernard Wöstheinrich in. 

## Musici
- Stephen Parsick – synthesizers, mellotron, elektronica

## Muziek
De tracks worden gepresenteerd als een rekening van het Palast der Republik.

| Nr. | Titel                                           | Duur  |
| --- | ----------------------------------------------- | ----- |
| 1.  | compact phasing a                               | 11:27 |
| 2.  | no sleep ‘til wilmersdorf                       | 16:51 |
| 3.  | clouds should say                               | 4:35  |
| 4.  | haunted hills                                   | 8:01  |
| 5.  | salomon’s road                                  | 11:23 |
| 6.  | oedipus                                         | 8:45  |
| 7.  | orphelia                                        | 10:44 |
| 8.  | the last one to leave is to turn off the lights | 4:09  |